# Chiruromys lamia
Chiruromys lamia är en däggdjursart som först beskrevs av Thomas 1897.  Chiruromys lamia ingår i släktet Chiruromys och familjen råttdjur. IUCN kategoriserar arten globalt som livskraftig. Inga underarter finns listade i Catalogue of Life.
Denna gnagare förekommer på Nya Guineas östligaste halvö. Den vistas i bergstrakter mellan 1200 och 2300 meter över havet. Habitatet utgörs av skogar. Individerna vilar i trädens håligheter.